# 黄宗智
黄宗智（英語：Philip Chung-Chih Huang；1940年10月1日—），历史学家，研究中国明清以来社会史、经济史和法律史。在加州大学洛杉矶分校任教授多年（1966—2004），期间创立了加州大学洛杉矶分校中国研究中心。是《现代中国》的创刊编辑。

## 生平
1940年10月1日出生于香港。1949年从上海到香港，1949年至1953年到加拿大温哥华。1954至1956年在美国加州高中毕业。1956至1960年，普林斯顿大学本科毕业。直接攻读华盛顿大学历史学博士，导师为萧公权。1966年获博士学位。1966年后，历任加利福尼亚大学洛杉矶分校历史系助理教授、副教授和教授，1991年晋升“超级教授”（Professor，Above Scale），2004年荣休。1975年《现代中国》创刊编辑。1986年创办加州大学洛杉矶分校中国研究中心，1986至1995年任主任。2005年至2011年为中国人民大学农业与农村发展学院兼职教授。2012年，任中国人民大学法学院讲座教授、兼博士生导师。

## 著作
《华北的小农经济与社会变迁》《长江三角洲的小农家庭与乡村发展》《超越左右：实践历史与中国农村的发展》《中国的新型小农经济：实践与理论》。
《清代的法律、社会与文化：民法的表达与实践》《法典、习俗与司法实践：清代与民国的比较》《过去和现在：中国民事法律实践的探索》《中国的新型正义体系：实践与理论》。
《经验与理论：中国社会、经济与法律的实践历史研究》《实践与理论：中国社会、经济与法律的历史与现实研究》《国家与社会的二元合一：中国历史回顾与前瞻》《实践社会科学的方法、理论与前瞻》。
《中国农村的过密化与现代化：规范认识危机及出路》《中国的隐性农业革命》《黄宗智对话周黎安：实践社会科学》（与周黎安教授合著）《中国的新型非正规经济：实践与理论》。
《从诉讼档案出发：中国的法律、社会与文化》（黄宗智、尤陈俊编）《历史社会法学：中国的实践法史与法理》（黄宗智、尤陈俊编）《实践社会科学研究指南》（黄宗智编）。